# Algologia (botanica)

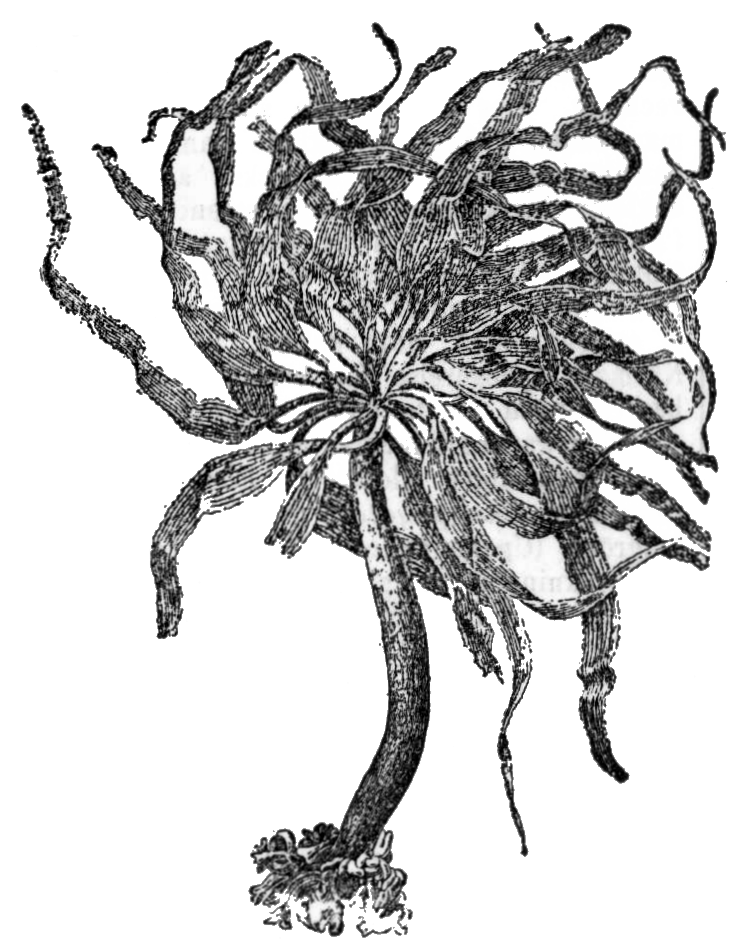
Alga Postelsia palmaeformis (dalla "Nordisk familjebok")

L'algologia (o anche ficologia, da φύκος = alga) è quella parte della botanica che studia le alghe.

## Storia
Sebbene le alghe siano conosciute dalla preistoria, il loro studio sistematico si fa risalire al XIX secolo, periodo in cui hanno operato lo svedese Carl Adolph Agardh (1785-1859), e il francese Jean-Baptiste Édouard Bornet. Per l'Italia studi fondamentali di algologia sono stati eseguiti da Giovanni Battista De Toni, Francesco Ardissone, Angelo Mazza e Israele Achille Italo Forti che si occupò della stesura della voce "Alghe" per l'Enciclopedia Treccani